# 黒坂岳央
黒坂 岳央（くろさか たけを、1981年 - ）は日本の実業家、投資家、ブロガー、ビジネスニュースライター、講演家。高級フルーツギフトショップの経営、アゴラ言論プラットフォーム、プレジデント誌、ZUU online、マネープラス、スタディーウォーカーなど、様々なメディアでビジネス記事の執筆。また、テレビ東京「ニュースモーニングサテライト」、フジテレビ「ノンストップ！」、FM東京「ホンダスマイルミッション」、FMヨコハマ「Frontier Breeze」などテレビやラジオ番組にも出演。

## 概要
1981年、大阪府生まれ。高級フルーツギフトショップ「水菓子 肥後庵」代表。ビジネスジャーナリスト。高校卒業後、5年間のニート&フリーター生活の後、関西外国語大学短期大学部に入学。在学中にシカゴの大学へ留学して会計学を学ぶ。卒業後は、ブルームバーグLP、セブン&アイ、コカ・コーラボトラーズジャパン勤務を経て、高級果物ギフト専門店「水菓子 肥後庵」を設立。ビジネスジャーナリストとしても活動している。

## 主な著書
- 1年でTOEIC985点&英検1級! 中学レベルの僕が「読むだけ勉強法」で英語をペラペラ話せるようになった! 黒坂岳央、大和出版、2018年9月。
- 年収1億円超の起業家・投資家・自由業そしてサラリーマンが大切にしている習慣 “億超えマインド"で人生は劇的に変わる!  黒坂岳央、大和出版、2019年4月。